# 阪堺鉄道
阪堺鉄道（はんかいてつどう）は、南海電気鉄道の前身となる鉄道事業者。現在の南海本線難波駅 - 堺駅間を開業させた。日本鉄道と東京馬車鉄道に次ぎ、日本で3番目の民営鉄道事業者（私鉄）であるということにて特筆される。
また、日本鉄道は政府の介入が強い半官半民会社、東京馬車鉄道は名前の通り市街交通としての馬車鉄道を運営していた会社であったことから、文献によっては阪堺鉄道を（純民間資本による）日本最初の私鉄としているものも見られる。

## 概要

### 創立
関西における商業都市として栄えた大阪と堺の間を結ぶ鉄道計画は明治初期から考えられていた。それが具体化することになったのは、両都市における有力者や、明治初期の財界人である藤田伝三郎・松本重太郎・田中市兵衛・外山脩造などが集まった1882年（明治15年）頃のことである。同年5月に大阪堺鉄道として大阪府に出願し工部省へ進達された。しかし翌年2月に敷設区間が大阪府内に留まること、普通の鉄道と異なるとの理由により大阪府にて詮議することとして返戻されてしまった。
そこで松本は豆を使った調査により、街道を通る通行人や荷車の量から採算が取れると判断し再度1884年（明治17年）2月「大阪堺間鉄道布設願」を提出し、6月16日に会社設立（大阪堺間鉄道）が許可され、官有地の無償貸渡しと民有地の取得については大阪府に委託すること、また所有地の税は免除することが認められた。また同年11月22日に社名を阪堺鉄道に改めた。
この前年である1883年（明治16年）、1880年（明治13年）に開業した釜石鉱山鉄道が製鉄所の不振によりわずか3年で廃線に追い込まれていた。藤田はこの資材払い下げを受け、敷設費用を落とそうと画策し、会社設立とほぼ同時期に政府から認可を受けた。そして線路や2両の蒸気機関車を大阪まで運び込み、敷設にかかることになった。

### 開業

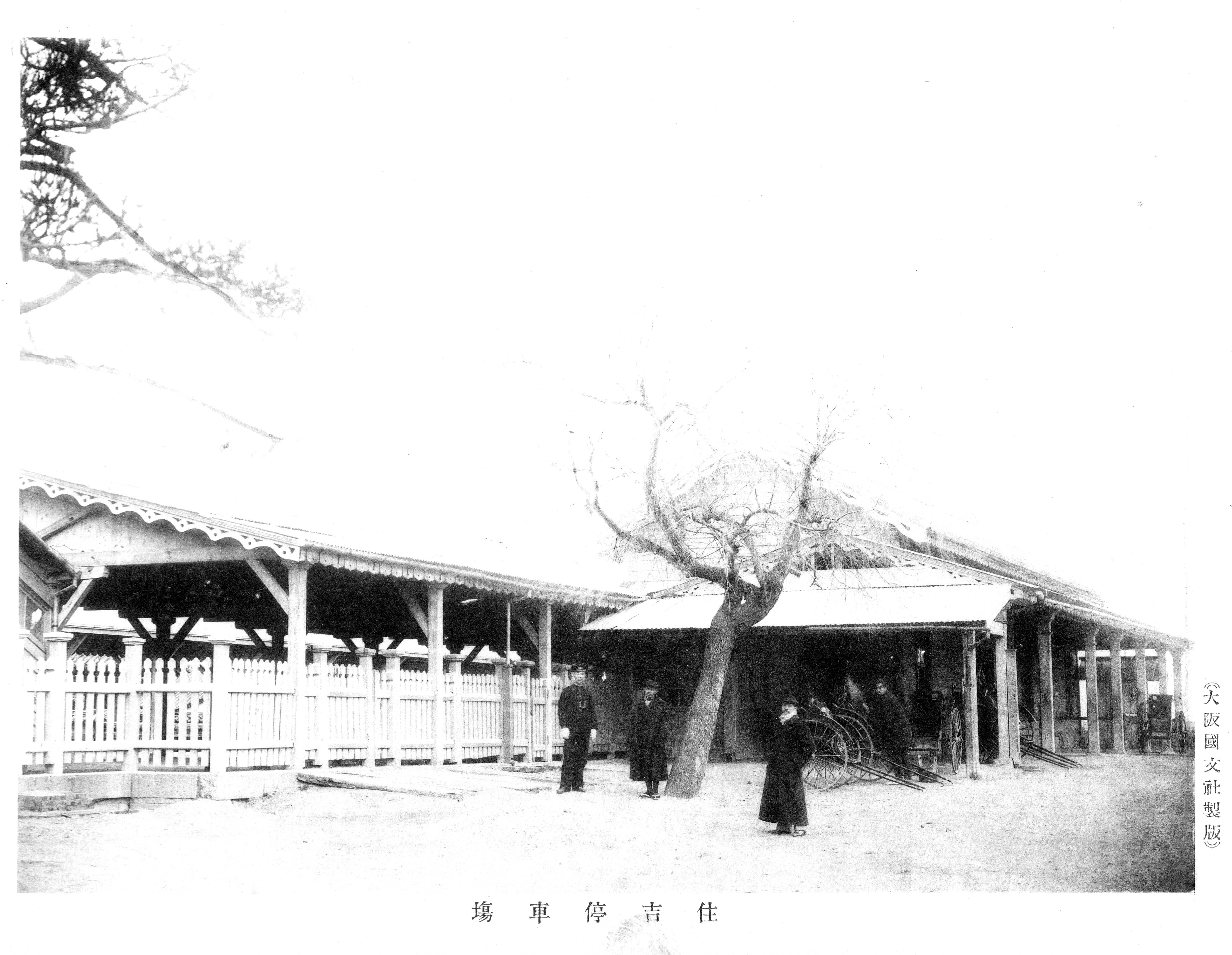
住吉駅

1885年（明治18年）12月27日開業式を挙行し、同年12月29日、難波駅を起点にし、天下茶屋、住吉を経て大和川北岸（大和川駅）に至る区間の営業を開始した。大和川橋脚を架ける工事には時間・費用を要すると見られたため、このような暫定開業となったといわれている。その後、1887年（明治20年）5月に堺市街へ入るための延伸工事を開始し、10月には洪水によって中断を余儀なくされるが、1888年（明治21年）3月に竣工した。そして同年5月15日に堺の吾妻橋駅まで延伸運転が開始され、大和川仮駅は廃止された。
阪堺鉄道の営業成績は概ね良好で、輸送量が増えたことから1892年（明治25年）12月29日には難波 - 住吉間を複線化した。

### 南海鉄道への改編
阪堺鉄道の成績が好調である中、同社の首脳陣である松本らは次なる目標として、堺から和歌山に至る路線の敷設を目論み、紀泉鉄道として出願を行った。このとき、競合する紀阪鉄道の出願も出されていたが、調整によって両者は合体することになり、南陽鉄道となった。その後、南海道に因んで出願事業者名を南海鉄道と改称し、認可後の1895年（明治28年）8月25日に会社を設立した。
それに先立ち、1889年（明治22年）には阪堺と紀泉の間で阪和間直通のための協議が行われ、阪堺鉄道は軌間を838mmから1067mmに改めると共に、将来的に両者が合併することも決められた。
阪堺鉄道は難波 - 住吉間の改軌工事に着手し、住吉 - 堺間の改軌と堺以南の建設は南海鉄道が行うことになって、1897年（明治30年）12月15日に改軌を完成させた。それに先立ち、南海鉄道では堺から佐野を経て尾崎までの区間が開業しており、この時より難波 - 尾崎間の直通運転が開始された。
そして1898年（明治31年）10月1日、和歌山への延伸に先立って阪堺鉄道は南海鉄道に鉄道事業を譲渡する形で統合された。南海鉄道はその後、1944年（昭和19年）に関西急行鉄道との合併で近畿日本鉄道となるものの、1947年（昭和22年）に高野山電気鉄道が改称した南海電気鉄道に旧：南海鉄道の路線を譲渡する形で分社化が行われ、現在に至っている。

## 輸送・収支実績
| 年度 | 乗客（人） | 貨物量（トン） | 営業収入（円） | 営業費（円） | 益金（円） |
| ---- | ---------- | -------------- | -------------- | ------------ | ---------- |
| 1886 | 1,161,288  | 1,904          | 44,747         | 25,960       | 18,787     |
| 1887 | 1,523,950  | 2,260          | 56,760         | 25,435       | 31,325     |
| 1888 | 1,789,913  | 5,308          | 79,816         | 33,135       | 46,681     |
| 1889 | 1,819,332  | 11,635         | 109,231        | 38,940       | 70,291     |
| 1890 | 1,752,135  | 9,432          | 85,140         | 41,480       | 43,660     |
| 1891 | 1,892,153  | 7,793          | 86,836         | 39,250       | 47,586     |
| 1892 | 1,957,648  | 9,268          | 96,240         | 38,720       | 57,520     |
| 1893 | 1,957,750  | 11,924         | 109,882        | 37,142       | 72,740     |
| 1894 | 2,192,054  | 10,884         | 123,347        | 38,791       | 84,556     |
| 1895 | 2,497,992  | 9,074          | 153,569        | 40,418       | 113,151    |
| 1896 | 3,092,099  | 9,493          | 185,448        | 49,274       | 136,174    |
| 1897 | 3,478,639  | 16,099         | 208,784        | 54,824       | 153,960    |
| 1898 | 2,706,643  | 15,448         | 190,260        | 50,026       | 140,234    |

- 『南海電気鉄道百年史』554-555、574-577頁

## 車両
鉱山鉄道の資材を用いたことから軌間は838mm（2フィート9インチ）と特殊なものが採用された。機関車は釜石から運ばれたイギリスのシャープ・スチュアート社製B形機2両の他、ドイツのホーエンツォレルン機関車 より4両のB形機を輸入している。前者は和歌浦と吉野山にちなんで「和歌」・「芳野」、後者は沿線の地名・川に因んで「浪速」・「住江」・「吾妻」・「大江」と命名された。また後者は、日本の鉄道における初のドイツ製機関車導入事例ともなった。
客車は木製4輪車で上等車2両上中等合造車4両中等車7両下等車24両下等緩急車4両手荷物緩急車4両。貨車は有蓋車4両魚運車2両土運車24両（明治30年度）であった。のちに客車は淡輪遊園で汽車ホテルとなった

### 車両数の推移
| 年度 | 機関車 | 客車 | 貨車 |
| ---- | ------ | ---- | ---- |
| 1886 | 5      | 30   | 21   |
| 1887 | 5      | 30   | 21   |
| 1888 | 5      | 37   | 21   |
| 1889 | 5      | 37   | 21   |
| 1890 | 5      | 37   | 25   |
| 1891 | 5      | 37   | 25   |
| 1892 | 5      | 41   | 30   |
| 1893 | 6      | 45   | 30   |
| 1894 | 6      | 41   | 34   |
| 1895 | 6      | 41   | 34   |
| 1896 | 6      | 45   | 30   |
| 1897 | 6      | 41   | 34   |

- 「私設鉄道現況累年表」『鉄道局年報』明治38年度（国立国会図書館デジタルコレクション）より